# Crazy (Jem)
Crazy è il secondo singolo della cantautrice gallese Jem, estratto dal suo secondo album Down to Earth.
Il singolo è stato pubblicato il 26 agosto 2008 per il mercato statunitense e il 2 settembre per quello canadese. Nessun video musicale è stato prodotto per questo singolo.
La canzone è apparsa anche nella serie televisiva Gossip Girl.